# Jens Kristian Hansen
Jens Kristian Hansen, född 5 juni 1926 i Føvling (Ribe amt), död 28 februari 2023, var en dansk socialdemokratisk politiker och major. Han var infrastrukturminister i Anker Jørgensens femte regering 1981-1982.
Jens Kristian Hansen var son till torparna Hans Iversen Hansen (1898-1972) och Anna Helene Christensen (1899-1970). Efter avslutad folkskola lärdes han upp inom lantbruket innan han genomförde sin värnplikt. Han utbildades på flera militära skolor 1948-1952 och fick en utbildning i redovisning på intendenturtruppernas skola 1961-1963. Han blev sedan major inom intendenturtrupperna och arbetade som intendent på Sønderborgs kasern. Under 1960-talet anslöt han sig till Socialdemokratiet och började engagera sig politiskt kring 1970. Han var lokal partiordförande i Sønderborgs valkrets och ledamot i partiets regionala styrelse i Sønderjyllands amt. 1974-1978 innehade han uppdrag i Sønderborgs skol-, fritids- och skattekommittéer. Under perioden 1973-1975 var han periodvis suppleant i Folketinget och blev invald 1975 för Sønderborgs valkrets. Han var sekreterare för den socialdemokratiska folketingsgruppen 1977-1981 och dess gruppordförande 1981 samt ledamot i partistyrelsen (1977-1981). Han var även ledamot i finansutskottet (1977-1978) och ordförande för utbildningsutskottet (1977-1981). Samtidigt var han även styrelseledamot i LO:s verkställande utskott, Danmarks Nationalbank, Radiorådet och ledamot i Nordiska rådet. Han utsågs till infrastrukturminister, som också innefattade ansvar för DSB och Post Danmark, i Anker Jørgensens femte regering 1981. Mandatperioden var kort och resultaten få, då regeringen avgick efter endast ett år.
Hansen fortsatte som folketingsledamot till 1994, däribland som ordförande för trafikutskottet. Han blev invald i Sønderjyllands amtsråd (motsvarande landsting i Sverige) 1998-2001 och satt i dess tekniska utskott. Han var medförfattare till debattboken Hvad vil vi med skolen? (1978) och har haft styrelseuppdrag i Dansk kultursamfund i Sønderjylland, J. P. Nielsens fond, Sønderjysk hjælpefond, ASF-Dansk folkehjælp och Løgumklosters folkhögskola. Han har även haft uppdrag för ”fem-mandsudvalget”, som beviljar pengar till danska institutioner i Sydslesvig.